# Oválné okénko

Stavba ucha: pod číslem 17 je oválné okénko

Oválné okénko (latinsky fenestra ovalis), též vestibulární okénko (latinsky fenestra vestibuli), je blánou pokrytý otvor, který umožňuje přenos zvuku mezi středním uchem a vnitřním uchem. Vyskytuje se již u vodních obratlovců (kde k němu přiléhá zvnějšku hyomandibulární kost), zachovalo se však u všech tříd obratlovců a u savců k němu přiléhá třmínek (stapes) – poslední ze středoušních kůstek.